# 奧爾日察
奥尔日察，是烏克蘭中部波爾塔瓦州盧布尼區奥尔日察市镇内的市級鎮及其行政中心，曾是原奧爾日察區的行政中心。面積6.01平方公里，2013年人口3,572人，人口密度每平方公里594.3人。